# トムソン・ロイター

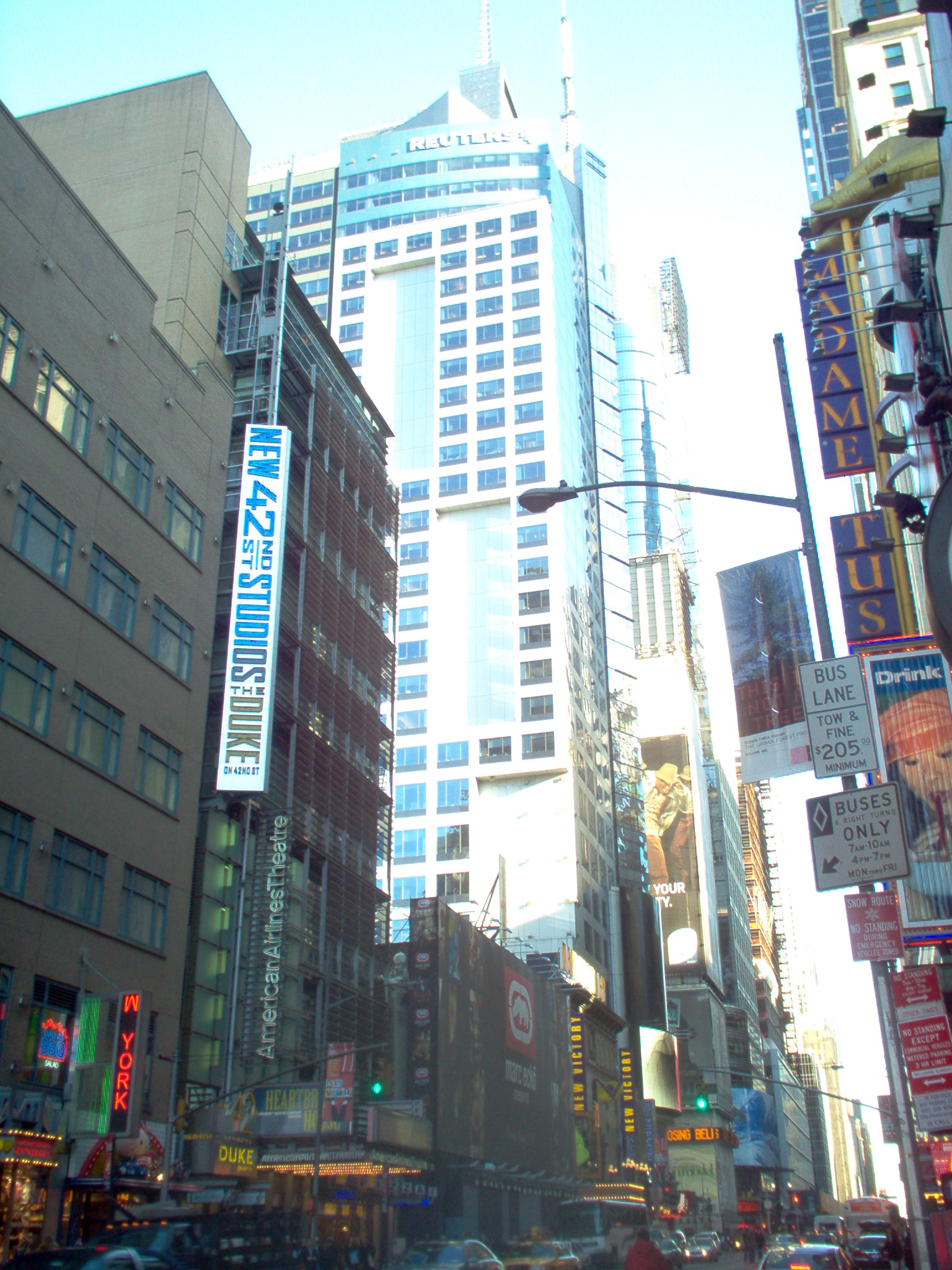
ニューヨーク、タイムズスクエアのトムソン・ロイタービル（写真中央の青白のビル）

トムソン・ロイター（Thomson Reuters）は、カナダ・オンタリオ州トロントに本社を置くウッドブリッジ社傘下の多国籍大手情報サービス企業である。

## 沿革
2008年4月17日にウッドブリッジ社傘下のトムソンがイギリスの通信社であるロイターを買収し、設立。買収価格は当初87億ポンドと発表されたが、80億ポンドに目減りした。
トムソンは買収の目的として「2大メディアグループを統合することで、金融ニュースと情報の一大発信源を作り出す」とした。
推計によると、金融データ市場におけるトムソン・ロイターのシェアは、ライバルのブルームバーグをかつて10ポイント以上引き離していたが、数ポイント差まで迫られている。

### 組織再編と事業売却
統合後の第1段階として、旧トムソンと旧ロイターの事業は以下の2部門に再編された。
- 市場部門（Markets Division） - 旧トムソン・ファイナンシャル及びロイター
  - 金融・市場
  - 企業ソリューション
  - メディア

- 専門部門（Professional Division）
  - 法務 - 旧ノース・アメリカン・リーガル及びリーガル・アンド・レギュラトリー
  - 医療・科学 - 旧トムソン・サイエンティフィック及び旧トムソン・ヘルスケア
  - 税務・会計 - 旧トムソン・タックス・アンド・アカウンティング

上記のうち、旧トムソン・ヘルスケアの事業は2011年6月に売却する方針が決められ、2012年6月に投資ファンド「ベリタス・キャピタル」に現金12億5000万ドルで売却される取引が完了した。
2011年12月には旧ロイター出身のトーマス・グローサーCEOが退任し、後任に旧トムソン出身のジェームズ・スミスCOOが昇格する人事が発表された。これにより、同社経営陣には旧ロイター出身者が事実上いなくなった。
経営トップの交代と併せて、さらなる組織再編も実施され、現在の部門構造は以下の通りとなった。
- 金融・リスク（Financial & Risk）
- 法務（Legal）
- 知的財産・科学（Intellectual Property & Science）
- 税務・会計（Tax & Accounting）
- 国際貿易（Global Trade）

上記のうち、金融・リスク部門に属している法人サービス部門（IR事業など）は、ナスダックOMXに現金3億9000万ドルで売却することが2012年12月に合意された。ニュース編集部門も売却されるとの観測が浮上したことがあったが、同社幹部はこれを否定した。
2016年10月には、知的財産・科学事業がオネックス及びベアリング・プライベート・エクイティ・アジアに売却され、Clarivate Analyticsとなった。
2018年1月、金融・リスク部門をブラックストーン・グループに売却すると発表した。 トムソン・ロイターは、売却されたユニットの45%を保持し、新しい売却されたユニットにロイターニュースとコンテンツを引き続き配信する。 この新会社はRefinitiv（リフィニティブ）と命名された。この取引は、今後30年間、ロイターに資金を提供するとされるが、デイビッド・トムソン会長はこの取引に反対していると言われており、取引は2018年7月23日にEU委員会によって承認された。

## 人員削減
同社は業績不振が続く金融・リスク部門を中心に人員削減を進めている。まず2013年2月、年内に2500人を同部門で削減する方針を明らかにした。同年10月末には、同部門を中心とする全社で3000人を追加削減する方針を発表した。この一環として同部門傘下のニュース編集部門では、同年11月から記者らを最大5％（約140人相当）削減する措置が進められている。

## 労働争議
- 同社は以前、「トムソン・ロイター／ミシガン大学消費者マインド指数」を高頻度取引を行うトレーダーに、他の顧客よりも2秒速く知らせていた（2013年7月に取りやめを発表[19]）。この件を当局に内部告発し、同社から解雇された元同社従業員は、2013年4月「解雇されたのは報復のため」として同社を提訴した。米連邦地裁は同年10月下旬、同社の訴訟棄却請求を退けた[20]。
- トムソン・ロイターは2012年の年初から9月11日までの間に、全米のジャーナリストが加盟する労働組合（The Newspaper Guild of New York）の組合員である同社従業員の32人に対して、業績改善プラン「パフォーマンス・インプルーブメント・プラン (PIP) 」を適用した。このうち17人が同社を解雇されるか、自主的な退社を余儀なくされた[21]。PIPを課された従業員の平均年齢は56歳で、PIPを課されていない従業員を10歳上回っていた[22]。同労組は同年6月1日、従業員18人に対するPIPのケースを不服として、裁判外紛争解決手続き (ADR) を行う機関であるアメリカ仲裁協会 (AAA) による仲裁を申請し[23]、最終的には計33人のケースについて仲裁を申請した。労使は2013年2月14日、会社が15人に出した口頭での注意を条件付きで取り消すことで和解に達した[24]。
- トムソン・ロイター・マーケッツ株式会社の元編集者が「会社側のいじめで体調を崩した結果、解雇されたのは労働基準法に反し無効」として、社員としての地位確認と1000万円の損害賠償を求めて2009年11月までに東京地裁に提訴し同社と争っている。訴状によると、この元編集者は会社側から面談で解雇を警告され、「スクープ記事を今後、3週間に1本以上書く」「常に、手直しの必要のない完全原稿を出す」などの勤務目標を示されたという[25]。同社は「元編集者は解雇ではなく退職。主張の内容も事実と全く異なるので争う」などと反論している[26][27][28]。
- トムソン・ロイター（米国法人）が労働組合（The Newspaper Guild of New York）に所属する同社従業員の報酬を、一方的かつ不法に引き下げたのは不当労働行為に当たるとして、同労組が2010年2月5日に労働関係委員会に裁定の申し立てを行った[29]。同労組は2009年2月末、会社から団体交渉協約の更新を拒否されていた[30]。

## 日本法人
日本法人としては、旧トムソンの日本法人と旧ロイターの日本法人がそれぞれ社名を変更して存続している。
- 1985年 - ロイター通信社日本支局とロイター・モニター・サービス・アジア・リミテッド日本支社を統合し、ロイター・ジャパン株式会社を設立。日本語でのニュースサービスを開始。トムソンコーポレーションが、子会社のIFRパブリッシングを通じて日本で最初の業務を開始[31]。

- 1986年 - ロイター・ジャパンが、最初の外国為替取引サービスを開始。
- 1989年 - トムソンコーポレーション・ジャパン・リミテッドを設立。
- 2008年 - トムソンコーポレーションがロイター・グループの買収を完了し、トムソン・ロイターが誕生。
- 2017年 - 日本においてトムソン・ロイター・プロフェッショナル株式会社のもとで事業を展開していた法律部門および税務・会計部門をトムソン・ロイター・マーケッツ株式会社に統合。それに伴い 、社名をトムソン・ロイター・ジャパン株式会社に変更。金融&リスク部門、メディア部門、編集部門(ロイター・ニュース)、法律部門、税務・会計部門の、全事業部門の連携を強化。
- 2018年8月 - トムソン・ロイター・ジャパン株式会社から、ロイター・ニュース及びメディア事業が切り離され、新設されたロイター・ニュース・アンド・メディア・ジャパン株式会社がロイター・ニュース及びメディア事業を承継し 、トムソン・ロイター株式会社がその他の事業を承継。

### トムソン・ロイター株式会社
1997年12月1日に設立された旧トムソンコーポレーション株式会社が母体。トムソンによるロイターの買収に伴う組織再編で、2009年5月1日付で法務・特許・科学情報の事業を継承すると同時に、社名変更。2016年10月、知財・学術（IP＆Science）部門が売却され、これに伴い、旧トムソン・ロイター・プロフェッショナル株式会社のもと事業を展開していた税務・会計部門および法律部門がトムソン・ロイター・マーケッツ株式会社に統合される。2017年、トムソン・ロイター・プロフェッショナル株式会社のもとで事業を展開していた法律部門および税務・会計部門を統合し、社名をトムソン・ロイター株式会社に変更。法律、税務、コンプライアンスなどの分野において企業と専門家に向けてテクノロジー、専門情報を提供。メディアサービスであるロイターの情報と組み合わせ、専門性の高い情報を提供。2019年3月1日、リフィニティブ・ジャパン株式会社に社名変更。

## ノーベル賞有力候補者の発表
トムソン・ロイターは2002年から2016年まで、毎年ノーベル賞受賞者の予想を発表していた。これは同社の「Web of Science」（学術文献引用データベース）を元に、論文がどの程度引用されたかによって予想を立てている。2011年の受賞者9人は全て過去に候補に挙がっていた。現在は新会社クラリベイト・アナリティクスに引き継がれて継続している。

### 日本法人など
- トムソン・ロイター株式会社（日本語）
- ロイター（日本語）